# Тева (язык)
Тева (Tewa) — находящийся под угрозой исчезновения кайова-таноанский язык, на котором говорит народ тева, проживающий на статистически обособленных местностях Намбе, Окей-Овинге, Похоаке, Санта-Клара, Санта-Фе, Сан-Ильдефонсо, Сан-Хуан, Тесуке штата Нью-Мексико, в деревне Хано резервации Хопи штата Аризона в США. 
Попытки задокументировать язык были предприняты в 1995 году.
Язык имеет несколько диалектов: намбе, похоаке, сан-ильдефонсо, сан-хуан, санта-клара, тесуке, хано. 
В настоящее время язык почти полностью вытеснен английским.

## Лингвогеография и современное положение
По оценке 1980 года, у языка было 1 298 носителей, почти все из которых также знали английский. Каждая резервация или местность, где говорят на языке, имеет свой диалект:
- Намбе — 50 носителей (1980); 34 носителя (2004)[1];
- Похоаке — 25 носителей (1980);
- Сан-Ильдефонсо (P'ohwhóge Owingeh) — 349 носителей;
- Окей-Овинге — 495 носителей (1980);
- Санта-Клара — 207 носителей (1980);
- Тесуке — 172 носителя (1980).

В 2012 ЮНЕСКО присвоило языку статус «находящийся под серьёзной угрозой исчезновения».
В названиях Pojoaque и Tesuque часть слова que ([ɡe]) на тева означает «место».

## Письменность
Язык тева можно записывать латинским алфавитом; это используется, например, для знаков (Be-pu-wa-ve «Добро пожаловать», sen-ge-de-ho, «До свидания»). Так как алфавиты были разработаны для разных местностей, у тева несколько вариантов орфографии. Язык в письменном виде не повсеместен, как чероки или навахо, потому что некоторые носители тева считают, что язык нужно передавать только устно.

## Лингвистическая характеристика

### Фонетика и фонология

#### Согласные
Согласные звуки языка тева: 
|               |               | Губные | Зубные | Альвеолярные | Палатальные | Заднеязычные | Заднеязычные | Глоттальные |
| неогубленные  | огубленные    | Губные | Зубные | Альвеолярные | Палатальные |              |              | Глоттальные |
| ------------- | ------------- | ------ | ------ | ------------ | ----------- | ------------ | ------------ | ----------- |
| Плозивные     | глухие        | p      | t      | ts           | tʃ          | k            | kʷ           | ʔ           |
| Плозивные     | абруптивные   | pʼ     | tʼ     | tsʼ          | tʃʼ         | kʼ           | kʷʼ          |             |
| Плозивные     | звонкие       | b      | d      |              | dʒ          | ɡ            |              |             |
| Фрикативные   | глухие        | f      | θ      | s            | ʃ           | x            | xʷ           | h           |
| Фрикативные   | звонкие       | v      |        |              |             |              |              |             |
| Носовые       | Носовые       | m      | n      |              | ɲ           |              |              |             |
| Одноударные   | Одноударные   |        | ɾ      |              |             |              |              |             |
| Аппроксиманты | Аппроксиманты |        |        |              | j           |              | w            |             |

#### Гласные
|                       | Передний ряд | Задний ряд |
| --------------------- | ------------ | ---------- |
| Верхний подъём        | i ĩ          | u ũ        |
| Средне-верхний подъём | e ẽ          | o õ        |
| Нижний подъём         | æ æ̃          | a ã        |

## Поддержание жизни языка
Эстер Мартинес известна усилиями, предпринятыми для поддержания жизни языка Её словарь языка тева был выпущен в 1982 г. 
Программы по изучению языка тева для детей доступны в местностях, где говорят на языке. Программа по оживлению языка тева в Санта-Кларе также спонсирует культурные мероприятия, как например посещения каньона Кроу.
Детские истории, загруженные Университетом Нью-Мексико, доступны в интернете.
Языку посвящён вышедший в 2012 г. документальный фильм «The Young Ancestors».